# 名護市営市場
名護市営市場（なごしえいいちば）は、沖縄県名護市にある市営市場。地元で取れた青果物や名護港で水揚げされた魚介類などが販売されている。

## 所在地
- 沖縄県名護市城1-6-16

## 交通機関
沖縄自動車道許田ICより車で15分 